# غينكي ناغاساتو
غينكي ناغاساتو (باليابانية: 永里 源気) (16 ديسمبر 1985 في طوكيو في اليابان – )؛ هو لاعب كرة قدم ياباني سابق كان يلعب كمهاجم.

## وصلات خارجية
- غينكي ناغاساتو على موقع رابطة كرة القدم اليابانية للمحترفين (اليابانية)
- غينكي ناغاساتو على موقع قاعدة بيانات كرة القدم.إي يو (الإنجليزية)
- غينكي ناغاساتو على موقع Soccerway.com (الإنجليزية)
- غينكي ناغاساتو على موقع عالم كرة القدم.نت (الإنجليزية)
- غينكي ناغاساتو على موقع كووورة